# Cohors I Corsorum
Die Cohors I Corsorum [civium Romanorum] (deutsch 1. Kohorte der Korsen [der römischen Bürger]) war eine römische Auxiliareinheit. Sie ist durch Militärdiplome und Inschriften belegt.

## Namensbestandteile
- Corsorum: der Korsen. Die Soldaten der Kohorte wurden bei Aufstellung der Einheit aus dem Volk der Korsen auf dem Gebiet der römischen Provinz Sardinia et Corsica rekrutiert.

- civium Romanorum: der römischen Bürger. Den Soldaten der Einheit war das römische Bürgerrecht zu einem bestimmten Zeitpunkt verliehen worden. Für Soldaten, die nach diesem Zeitpunkt in die Einheit aufgenommen wurden, galt dies aber nicht. Sie erhielten das römische Bürgerrecht erst mit ihrem ehrenvollen Abschied (Honesta missio) nach 25 Dienstjahren. Der Zusatz kommt in dem Militärdiplom von 107 und der Inschrift (CIL 9, 2853) vor.

Da es keine Hinweise auf die Namenszusätze milliaria (1000 Mann) und equitata (teilberitten) gibt, ist davon auszugehen, dass es sich um eine reine Infanterie-Kohorte, eine Cohors (quingenaria) peditata, handelt. Die Sollstärke der Einheit lag bei 480 Mann, bestehend aus 6 Centurien mit jeweils 80 Mann.

## Geschichte
Die Kohorte war in den Provinzen Sardinia und Mauretania Caesariensis stationiert. Sie ist auf Militärdiplomen für die Jahre 107 bis 128/131 n. Chr. aufgeführt.
Die Einheit war nach ihrer Aufstellung zunächst in Sardinia stationiert. Sie wurde möglicherweise nach der Eroberung des Königreichs Mauretanien durch Claudius (41–54) in die neue Provinz Mauretania Caesariensis verlegt. Der erste Nachweis in Mauretania Caesariensis beruht auf einem Militärdiplom, das auf 107 n. Chr. datiert ist. In dem Diplom wird die Kohorte als Teil der Truppen (siehe Römische Streitkräfte in Mauretania) aufgeführt, die in der Provinz stationiert waren. Ein weiteres Diplom, das auf 128/131 datiert ist, belegt die Einheit in derselben Provinz. 

## Standorte
Standorte der Kohorte sind nicht bekannt.

## Angehörige der Kohorte
Ein Kommandeur der Kohorte, Sex(tus) Iulius Rufus, ein Präfekt, ist durch die Inschrift (CIL 14, 2954) bekannt.